# Daniel Fernando Sturla Berhouet
Daniel Fernando Sturla Berhouet (Montevideo, 4 luglio 1959) è un cardinale e arcivescovo cattolico uruguaiano.

## Biografia
Nasce a Montevideo il 4 luglio 1959.

### Formazione
Dopo aver ottenuto il baccalaureato in Diritto Civile all'Instituto Juan XXIII, compie gli studi di Filosofia e Scienze dell'Educazione all'Instituto Miguel Rúa dei Salesiani a Montevideo. Studia teologia nell'allora Instituto Teológico dell'Uruguay Mons. Mariano Soler, ottenendovi la licenza in Teologia nel 2006.

### Ministero sacerdotale
Alla fine degli anni settanta entra nella Società salesiana di San Giovanni Bosco. Il 30 gennaio 1980 emette la professione dei voti ed il 21 novembre 1987 viene ordinato sacerdote. È vicario del noviziato e postnoviziato salesiano, direttore dell'aspirantato salesiano e maestro dei novizi, direttore dell'Istituto pre-universitario Juan XXIII e professore di Storia della Chiesa. Il 28 ottobre 2008 è nominato ispettore salesiano nell'Uruguay e poco dopo è eletto presidente della Conferenza dei religiosi dell'Uruguay.

### Ministero episcopale e cardinalato
Il 10 dicembre 2011 papa Benedetto XVI lo nomina vescovo ausiliare di Montevideo e vescovo titolare di Felbes; riceve l'ordinazione episcopale il 4 marzo 2012 dalle mani dell'arcivescovo Nicolás Cotugno Fanizzi, coconsacranti i vescovi Arturo Eduardo Fajardo Bustamante e Milton Luis Tróccoli Cebedio.
L'11 febbraio 2014 papa Francesco lo nomina arcivescovo di Montevideo. Prende possesso dell'arcidiocesi il successivo 9 marzo, il successivo 29 giugno lo stesso papa gli impone il pallio di metropolita.
È creato cardinale da papa Francesco nel concistoro del 14 febbraio 2015.
Il successivo 13 aprile lo stesso pontefice lo nomina membro della Congregazione per gli Istituti di Vita Consacrata e le Società di Vita Apostolica e del Pontificio Consiglio per la Promozione della Nuova Evangelizzazione.
Il 22 agosto dello stesso anno papa Francesco lo nomina suo inviato speciale al V Congresso Eucaristico Nazionale di Bolivia, in programma a Tarija dal 16 al 20 settembre 2015.
Il 7 e 8 maggio 2025 ha partecipato come cardinale elettore al conclave che ha portato all'elezione di papa Leone XIV.

## Opere
- 1916-1917: Separación de la Iglesia y el Estado en el Uruguay, Instituto Teológico del Uruguay Mariano Soler, Libro Anual, 1993
- ¿Santa o de Turismo? Calendario y secularización en el Uruguay, Instituto Superior Salesiano, colección Proyecto Educativo, 2010

## Genealogia episcopale e successione apostolica
La genealogia episcopale è:
- Cardinale Scipione Rebiba
- Cardinale Giulio Antonio Santori
- Cardinale Girolamo Bernerio, O.P.
- Arcivescovo Galeazzo Sanvitale
- Cardinale Ludovico Ludovisi
- Cardinale Luigi Caetani
- Cardinale Ulderico Carpegna
- Cardinale Paluzzo Paluzzi Altieri degli Albertoni
- Papa Benedetto XIII
- Papa Benedetto XIV
- Papa Clemente XIII
- Cardinale Marcantonio Colonna
- Cardinale Giacinto Sigismondo Gerdil, B.
- Cardinale Giulio Maria della Somaglia
- Cardinale Carlo Odescalchi, S.I.
- Cardinale Costantino Patrizi Naro
- Cardinale Lucido Maria Parocchi
- Papa Pio X
- Papa Benedetto XV
- Papa Pio XII
- Cardinale Eugène Tisserant
- Papa Paolo VI
- Cardinale Agostino Casaroli
- Arcivescovo Francesco De Nittis
- Arcivescovo Nicolás Cotugno Fanizzi, S.D.B.
- Cardinale Daniel Fernando Sturla Berhouet, S.D.B.

La successione apostolica è:
- Vescovo Luis Eduardo González Cedrés (2018)
- Vescovo Fernando Miguel Gil Eisner (2018)
- Vescovo Pablo Alfonso Jourdán Alvariza (2018)
- Vescovo Edgardo Fabián Antúnez-Percíncula Kaenel, S.I. (2021)